# Зосіново
Зосіново (пол. Zosinowo) — село в Польщі, у гміні Конколевниця Радинського повіту Люблінського воєводства.
Населення — 110 осіб (2011).
У 1975-1998 роках село належало до Білопідляського воєводства.

## Демографія
Демографічна структура станом на 31 березня 2011 року:
|          | Загалом | Допрацездатний вік | Працездатний вік | Постпрацездатний вік |
| -------- | ------- | ------------------ | ---------------- | -------------------- |
| Чоловіки | 49      | 9                  | 34               | 6                    |
| Жінки    | 61      | 14                 | 32               | 15                   |
| Разом    | 110     | 23                 | 66               | 21                   |